# Ngroto (Cepu)
Ngroto is een bestuurslaag in het regentschap Blora van de provincie Midden-Java, Indonesië. Ngroto telt 2825 inwoners (volkstelling 2010).